# Accademia Corale di Lecco
L'Accademia Corale di Lecco è un coro polifonico misto con sede a Lecco, fondato nel 1947 e attualmente diretto da Antonio Scaioli.

## Storia
Nel primo dopoguerra, nell'ambito delle iniziative del neonato Circolo Musicale di Lecco, il dott. Vincenzo Saputo raduna un primo gruppo di 40 cantori affidandone la guida al maestro Guido Camillucci, con l'intenzione di:
"Tentare anche l'avventura di arricchire la città di una Accademia Corale invitando a formarla il professionista e l'artigiano, lo studente e l'operaio, l'insegnante e la casalinga, senza distinzione di censo e di età, riuniti tutti dal desiderio di "fa bella armonia", come dicevano i nostri antichi e di diffondere e far amare non solo la polifonia del '500 ma anche le composizioni corali dei secoli successivi".
Il 3 dicembre 1949, per l'inaugurazione della IV Stagione dei "Pomeriggi Musicali" al Teatro Nuovo di Milano, l'Accademia esegue la Fantasia op. 80 per pianoforte, coro e orchestra di Ludwig van Beethoven sotto la direzione di Mario Rossi.
Da ricordare è l'esecuzione in versione integrale della commedia armonica L'Amfiparnaso di Orazio Vecchi, eseguita più volte: a Lecco presso il Salone d'Onore del Palazzo Comunale, a Milano presso il Teatro Nuovo e nell'aula magna dell'Università Cattolica, a Torino nella sala del conservatorio e infine al Teatro Comunale di Modena in occasione delle celebrazioni ufficiali per la nascita dell'autore. Nel 1950 l'incisione per la casa discografica Cetra.
Dopo la registrazione nel 1948 del Gloria di Antonio Vivaldi, con la direzione di Arrigo Pedrollo, che venne acquisita dalla casa discografica americana Vox Records, vennero eseguite e registrate la Missa Pro Defunctis di Tomás Luis de Victoria e Le vergini, otto madrigali di Giovanni Pierluigi da Palestrina su testo di Francesco Petrarca.
Nel 1993 la partecipazione alla Rassegna Internazionale Corale di Vranov, in Slovacchia.
Nel 1998 ha collaborato all'incisione per Stradivarius di un CD con l’organista Gianluca Cesana.

## Direttori
- 1947-1982: Guido Camillucci
- 1982-1993: Angelo Mazza
- 1993-attuale: Antonio Scaioli

## Discografia
- 1948 – Vivaldi: Gloria per soli, coro e orchestra (Vox Records)
- 1950 – Vecchi: L'Amfiparnaso (Cetra)
- 1957 – Palestrina: Le Vergini, Super Flumina, Babylonis, Stabat Mater (Vox Records)
- 1961 – Victoria: Missa Pro Defunctis (Vox Records)
- 1998 – I Corali dello Spirito Santo - Gianluca Cesana (Stradivarius)
- 2007 – Colori ed emozioni della polifonia